# Affaire Kim et Ken
L'affaire Kim et Ken est une affaire criminelle belge, non élucidée, qui démarre avec la disparition de Kim et Ken Heyrman le 4 janvier 1994.

## Les faits
Le 4 janvier 1994, à Anvers, Kim Heyrman, 11 ans, et son frère Ken Heyrman, 8 ans, disparaissent alors qu'ils se rendaient au football pour y jouer avec des amis. La police pense dans un premier lieu à une fugue.
Le 11 février, peu après 9 heures, Kim Heyrman est retrouvée morte par un batelier dans l'Asia, bassin du vieux port d'Anvers. La petite fille ne porte dès lors plus qu'un simple T-shirt, ses sous-vêtements ayant été arrachés et sa culotte abaissée au niveau des chevilles. Le corps porte de nombreuses blessures au niveau du dos, de la poitrine, du ventre et du cou. Le corps de la jeune fille a également été violé,.
Le corps de Ken, malgré les recherches de la police, n'a jamais été retrouvé,,.

## L'enquête
L'affaire Kim et Ken donne lieu à la création du Comité Kim en Ken qui enquête sur l'affaire entre 1995 et 2001.
La décomposition du corps de Kim empêche la découverte d'éventuelles traces de sperme. 
Le suspect numéro un de l'époque est le père de Ken et le père adoptif de Kim, Manuel Heyrman, divorcé avec la mère, Tinny Mast depuis quelques années. En effet, celui-ci avait transmis une lettre anonyme au parquet déclarant l'assassinat des deux enfants, ensuite jetés dans le canal Albert, non loin du lieu où Kim fut retrouvée. Son alibi était lui aussi assez douteux : il déclara avoir médité dans sa cave au moment des faits. Le 7 février, Manuel Heyrman tente de se suicider. 
La piste du tueur Ronald Janssen a également été explorée.
À ce jour, l'affaire reste non élucidée.

## Littérature
En 2006, la mère des enfants, Tinny Mast, écrit un livre sur le sujet, titré Kim & Ken, mes enfants disparus.